# Saint-Bauzille-de-Montmel
Saint-Bauzille-de-Montmel là một xã thuộc tỉnh Hérault trong vùng Occitanie phía nam nước Pháp.